# Xoanodera alia
Xoanodera alia är en skalbaggsart som beskrevs av Holzschuh 2003. Xoanodera alia ingår i släktet Xoanodera och familjen långhorningar. Inga underarter finns listade i Catalogue of Life.